# Uitwisselbare onderdelen

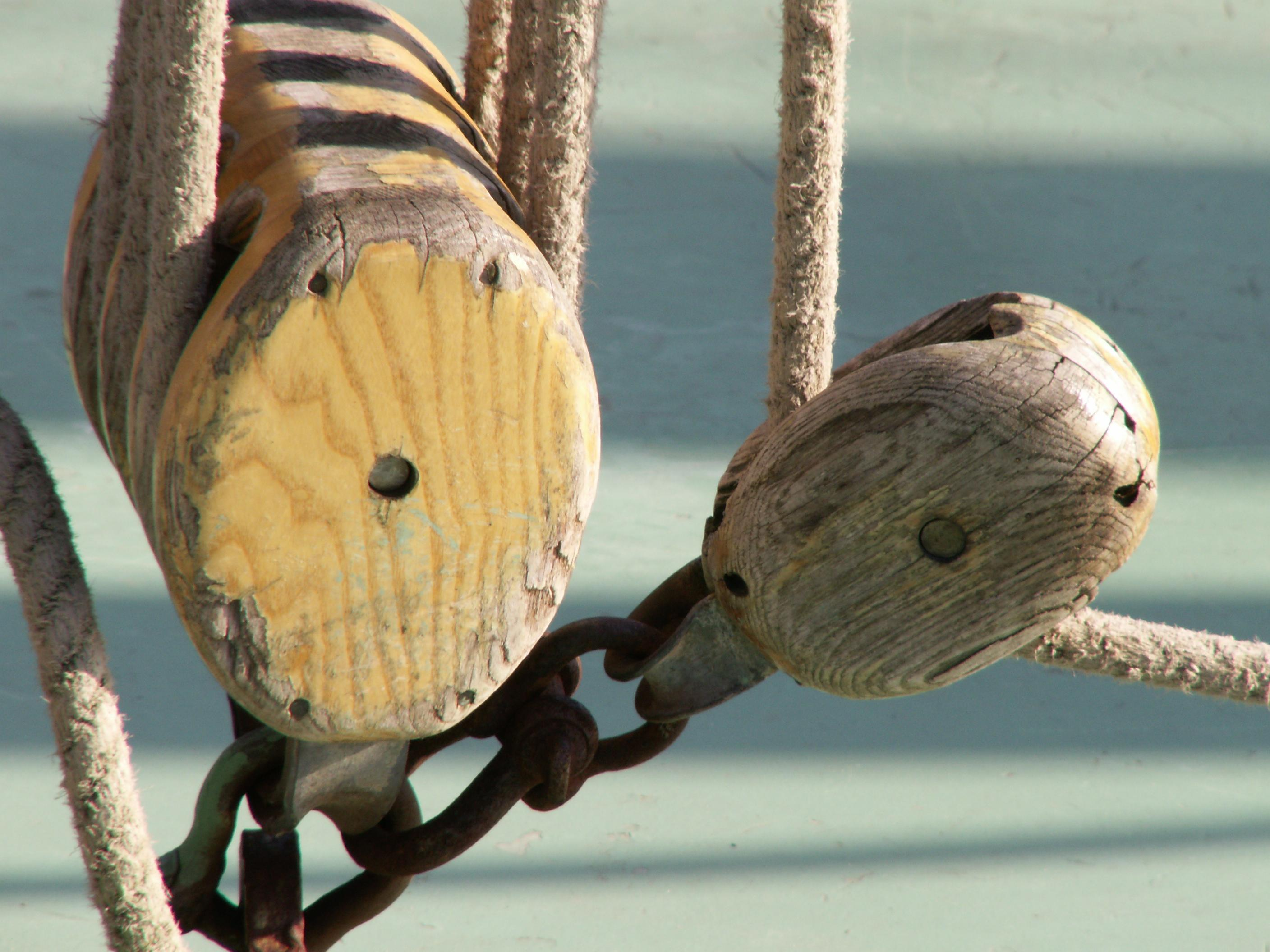
Katrol of zeilblok; het eerste product uit uitwisselbare onderdelen, dat begin 19e eeuw in massaproductie gemaakt werd in Engeland.

Uitwisselbare onderdelen (in het Engels Interchangeable parts) zijn onderdelen die voor praktische doeleinden identiek zijn. Ze voldoen aan dezelfde specificaties, waardoor ze passen in elk apparaat van hetzelfde type.
Een uitwisselbaar onderdeel kan willekeurig door een ander worden vervangen, zonder dat er enige aanpassing nodig is, zoals het vijlen of schuren om het pasklaar te maken. De uitwisselbaarheid zorgt voor een eenvoudige montage bij de productie van nieuwe apparaten, en eenvoudigere reparatie van bestaande apparatuur, terwijl de benodigde vereiste vaardigheden worden geminimaliseerd.
Het concept van uitwisselbaarheid was cruciaal voor de introductie van de lopende band aan het begin van de 20e eeuw, en is uitgegroeid tot een alomtegenwoordig onderdeel van de moderne productie.

## Algemeen
De uitwisselbaarheid van onderdelen is bereikt door het combineren van een aantal innovaties en verbeteringen in de verspanende bewerkingen en werktuigmachines. Deze innovaties bestonden onder andere uit de uitvinding van nieuwe machinegereedschappen, mallen voor het geleiden van de machinegereedschappen, programma's voor het in de juiste positie houden van het werkstuk, en meetgereedschap om de nauwkeurigheid van de afgewerkte onderdelen te controleren.
Door de elektrificatie werd het mogelijk individuele werktuigmachines aan te drijven met elektromotoren ter vervanging van de overbrenging van stoommachines of waterkracht, waardoor hogere snelheden en grootschalige productie mogelijk werden. De moderne machinewerktuigen hebben vaak numerieke besturing (NC), wat is uitgegroeid tot de computergestuurde numerieke controle (CNC) nadat microprocessors beschikbaar kwamen.
Voor de verspanende bewerkingen is harder staal ontwikkeld, waardoor de te bewerken onderdelen vervaardigd konden worden van staal in plaats van ijzer. Problemen als kromtrekken en krimp, die optraden bij de benodigde warmtebehandeling van ijzeren delen, werden zo vermeden. Nieuwe snijmaterialen zoals wolfraamcarbide leverden verder voordeel. Andere innovaties waren bijvoorbeeld de matrijssmederijen en gestempeld stalen onderdelen, die de hoeveelheid van de bewerking aanzienlijk verminderden of zelf vervingen.
Het systeem voor de productie van uitwisselbare onderdelen wordt ook wel Het Amerikaanse systeem van de productie genoemd, daar het in de VS tot ontwikkeling en algemeen gebruik kwam. Deze productietechnologie is hierna snel door andere industrieën in de Westerse wereld overgenomen. Tot voor kort is de impact van deze aanpak echter niet algemeen herkend en erkend.

## Geschiedenis

### Oorsprong
Het bewijs van het gebruik van uitwisselbare onderdelen kan men terugvoeren tot de Punische oorlogen, wat is terug te vinden in de overblijfselen van boten uit die tijd, en in aantekeningen van de gebruikte scheepsbouwtechnieken. Het gebruik van gestandaardiseerde onderdelen is in de Romeinse scheepsbouw vaker terug te vinden, hoewel de standaardisatie zelf pas begin 20e eeuw internationaal is geregeld. In de scheepsbouw kwam het gebruik van uitwisselbare onderdelen vanaf de 15e eeuw weer in gebruik in het Arsenaal van Venetië bij de bouw en uitrusting van schepen, die daar in serie geproduceerd werden.
Voor de 18e eeuw werden de meeste apparaten, zoals geweren, een voor een gemaakt door wapensmeden, waarbij elk wapen uniek was. Als een enkel onderdeel van een wapen vervangen diende te worden, dan moest het gehele wapen naar een deskundige wapensmid worden gestuurd voor een aangepaste reparatie, of werd het weggegooid en vervangen door een ander wapen. Tijdens de 18e en begin 19e eeuw is het idee om deze productiewijze te vervangen door een systematiek van uitwisselbare fabricage geleidelijk ontwikkeld.

### Het Gribeauval systeem

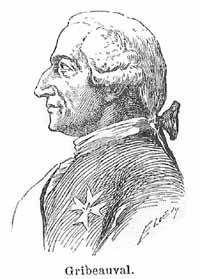
Jean-Baptiste Vaquette de Gribeauval.

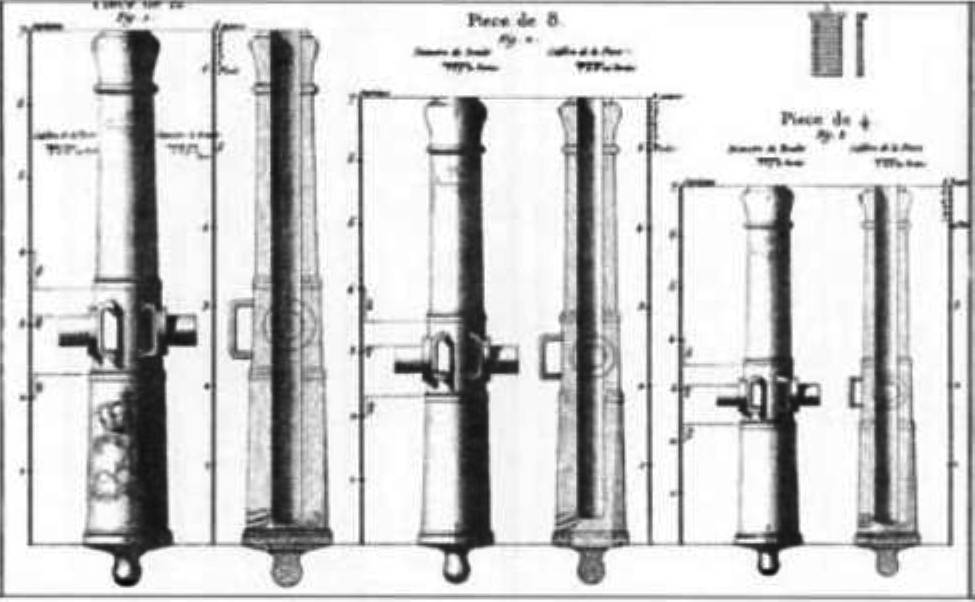
Opzet van Gribeauval systeem.

In de late 18e eeuw heeft de Franse generaal Jean-Baptiste Vaquette de Gribeauval gesuggereerd dat musketten sneller en economischer geproduceerd konden worden als ze werden gemaakt van uitwisselbare onderdelen. Gribeauval gaf de Franse wapensmid Honore Blanc de opdracht het Système Gribeauval uit te ontwikkelen.
Rond 1778 begon Honore Blanc met de productie van enkele van de eerste vuurwapens met uitwisselbare onderdelen. Blanc toonde voor een commissie van wetenschappers aan, dat zijn musketten konden worden samengesteld uit onderdelen die willekeurig uit een stapel werden geselecteerd.
De door Blanc beschreven principes werden in de eerste deel van de 19e eeuw verder ontwikkeld, met name in de Verenigde Staten door uitvinders, ondernemers, en het Amerikaanse leger. Er was echter nog een aanzienlijke investering nodig, vooral in de ontwikkeling van de benodigde machinegereedschappen.

### Poging van Eli Whitney

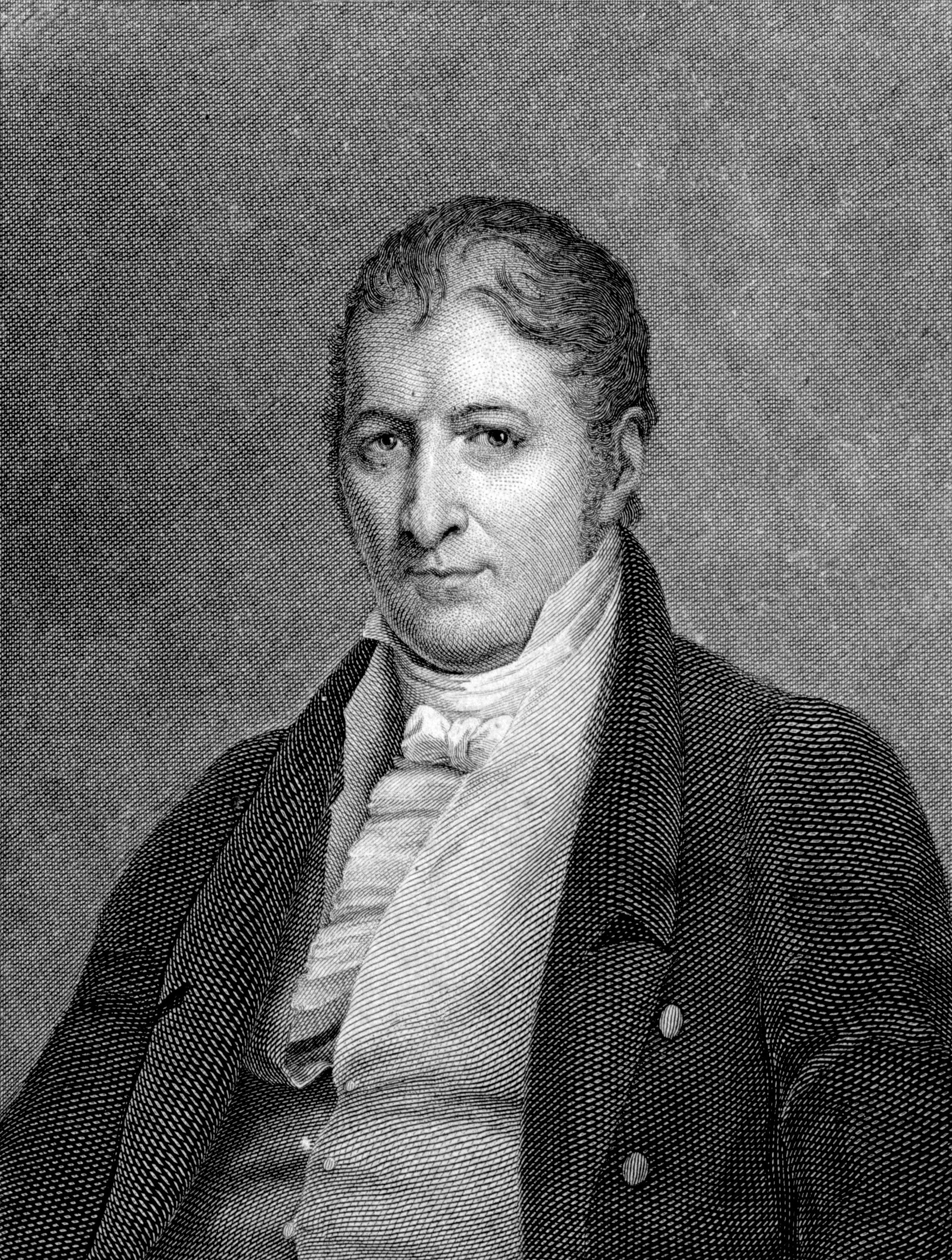
Eli Whitney.

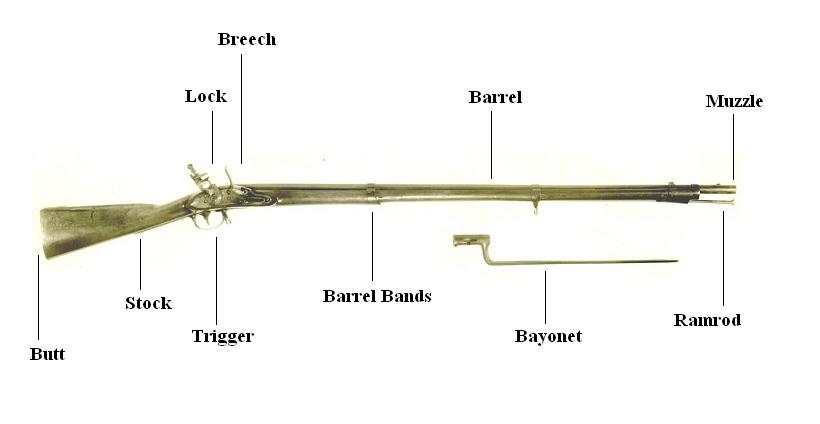
Delen van een musket.

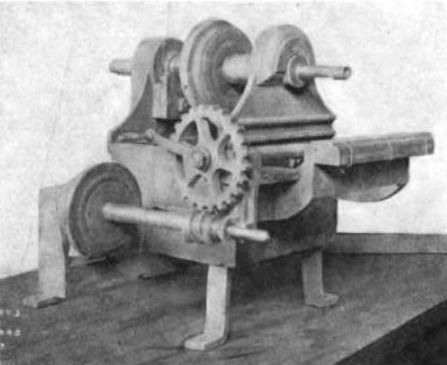
Freesmachine van Whitney uit 1818.

In de VS was Eli Whitney een van de eersten die het potentiële voordeel zag van de ontwikkeling van uitwisselbare onderdelen voor de vuurwapens van het leger van de Verenigde Staten. In juli 1801 bouwde hij tien geweren, allemaal met exact dezelfde onderdelen en mechanismen, die hij vervolgens demonteerde voor de ogen van het Amerikaanse Congres. Die onderdelen bracht hij tezamen in een gemengde stapel, en met wat hulp zette hij ze voor het Congres allemaal weer in elkaar, net als Blanc enkele jaren eerder had gedaan in Frankrijk.
Het Amerikaanse congres was enorm onder de indruk, en bestelde een standaard voor alle apparatuur van de Verenigde Staten. De problemen met uitwisselbare onderdelen begonnen zich echter al snel op te stapelen, omdat nieuwe onderdelen niet in oude apparatuur geplaatst kon worden zonder de aanzienlijke inspanning van pasklaar maken, die ook het tijdperk van unieke wapens en uitrusting had geplaagd. Het idee was dat als een onderdeel of mechanisme van een wapen faalde, dit deel besteld en vervangen zou worden, zodat het wapen niet weggegooid hoefde te worden. Maar dit kwam niet uit de verf. De clou was dat de wapens die Whitney het Congres had getoond, met de hand gemaakt waren door bekwame werklieden tegen hoge kosten.
Whitney bleek niet in staat te zijn een productielijn te realiseren, die in staat was om vuurwapenontwerpen met uitwisselbare onderdelen af te leveren. In 1882 meende Fitch nog, dat Whitney het wapencontract met uitwisselbare onderdelen volgens het Amerikaanse systeem wel met succes wist uit te voeren. Maar recenter onderzoek van de historici Merritt Roe Smith en Robert B. Gordon heeft vastgesteld, dat Whitney de productie van onderling uitwisselbare onderdelen niet op gang kreeg. Na zijn dood wist de wapenfabriek van zijn familie dit wel voor elkaar te boksen.

### Brunel's zeilblokken

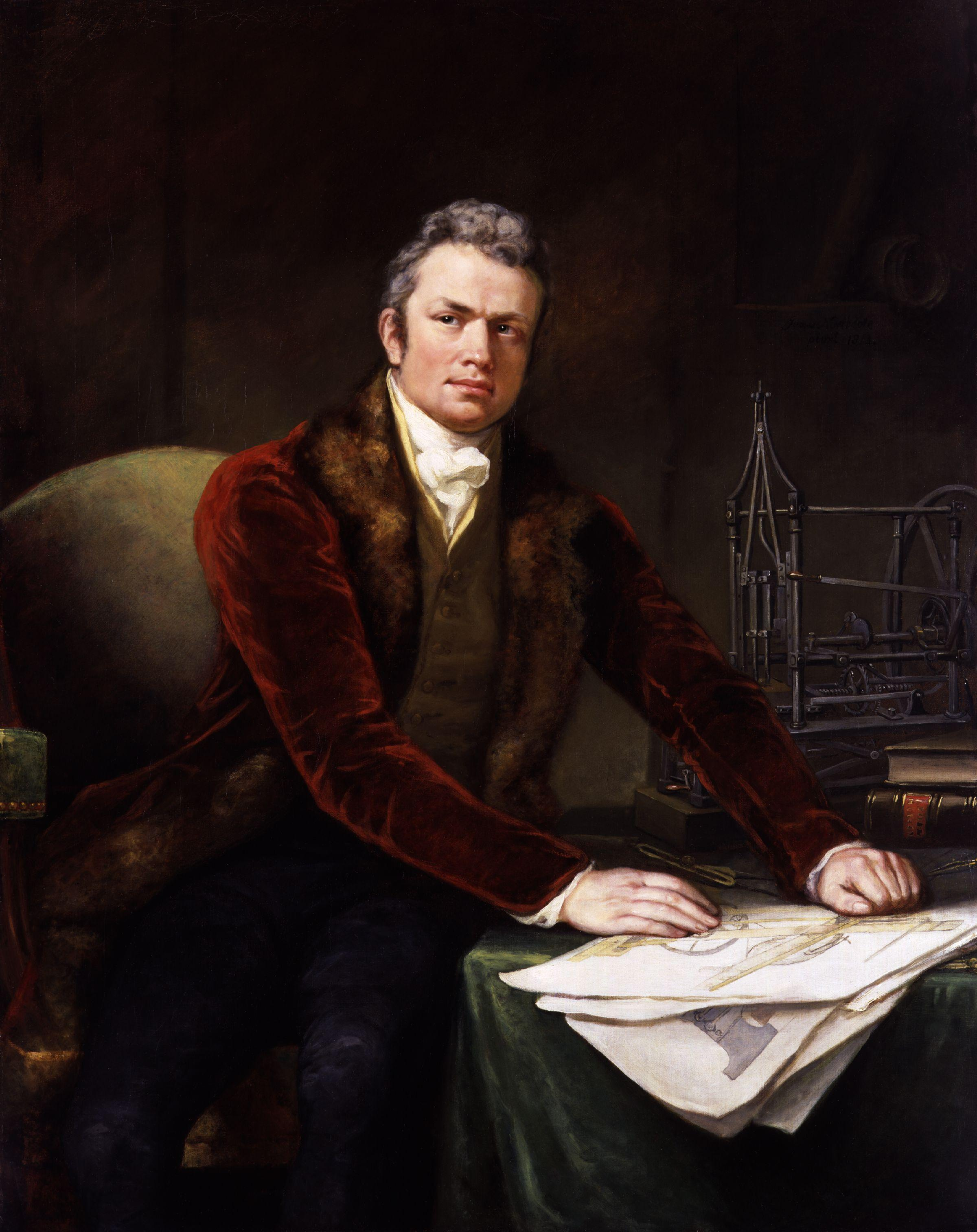
Marc Isambard Brunel.

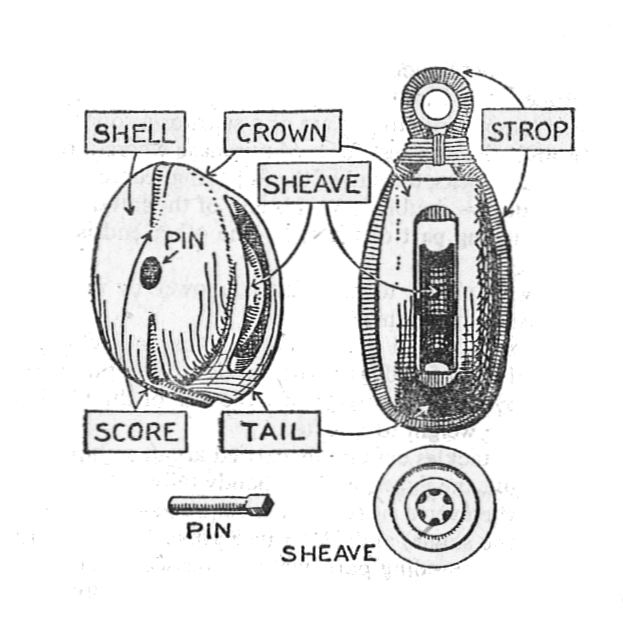
Opbouw van zeilblok.

De eerste massaproductie met behulp van uitwisselbare onderdelen werd voor het eerst gerealiseerd in 1803 door de Frans-Britse ingenieur Marc Isambard Brunel bij de productie van katrollen ofwel zeilblokken. Tot eind 18e eeuw werden deze blokken nog grotendeels met de hand vervaardigd, terwijl in de laatste tijd de eerste vormen van mechanisatie opkwamen. Door de napoleontische oorlogen was de vraag enorm gestegen tot wel 100.000 blokken per jaar.
Bij de ontwikkeling van een nieuwe productiewijze werkte Brunel samen met de Britse gereedschapsmakers Henry Maudslay en Simon Goodrich, en onder leiding en met bijdragen van Brigadier-generaal Sir Samuel Bentham, de inspecteur-generaal van de Marine Werken bij de Portsmouth Block Mills, Portsmouth Dockyard, Hampshire, Engeland.
Bij de Portsmouth Block Mills werden blokken gemaakt voor de zeilschepen van de Royal Navy, die in die tijd betrokken was in de Napoleontische oorlogen. In deze fabriek werd in 1808 een jaarlijkse productie bereikt van 130.000 blokken.

### Houten klokken van Terry
De eerste massaproductie met behulp van uitwisselbare onderdelen in Amerika was volgens Diana Muir (2000) de slingerklok van Eli Terry, die in 1814 van de productielijn rolde in Plymouth, Connecticut. De klokken van Terry waren gemaakt van houten onderdelen. Het maken van een machine met bewegende massa-geproduceerde onderdelen uit metaal zou veel moeilijker zijn geweest.

### Wapenproductie van Noord en Hall
De cruciale stap voorwaarts naar de massaproductie van metalen onderdelen werd genomen door de Amerikaanse wapenfabrikant Simeon North, die slechts een paar mijl van Eli Terry werkte. North ontwikkelde 's werelds eerste echte freesmachine voor het bewerken van metalen, wat daarvoor met de hand uitgevoerd diende te worden. Deze freesmachine was mogelijk al rond 1816 in bedrijf genomen.
Anderhalve decennia later, in 1832, waren zowel Simeon North als John Hall in staat complexe apparatuur, voornamelijk wapentuig, in massa te produceren met behulp van een systematiek waarbij ruw gesmede onderdelen met een freesmachine tot bijna pasklaar gefreesd werden. Het uiteindelijk pasklaar maken gebeurde in eerste instantie nog wel met de hand.

### Ontwikkeling door het Amerikaanse leger
In het Amerikaanse leger is in de eerste helft van de 19e eeuw decennialang onderzoek en ontwikkeling gedaan om uitwisselbare onderdelen te realiseren, met name in de Springfield wapenfabriek. Er konden lange tijd wel wapens met uitwisselbare onderdelen gerealiseerd worden, maar de productiekosten van deze vuurwapens lagen aanzienlijk hoger, dan de kosten van de traditionele productiewijze.
Pas halverwege de 19e eeuw waren de gereedschapsmachines dusdanig doorontwikkeld, dat de economische productie van uitwisselbare onderdelen binnen handbereik kwam. Er kwamen aanwijzingen dat de productie op grote schaal met uitwisselbare onderdelen daadwerkelijk tot besparingen zou leiden. Het Amerikaanse leger deelde de ontwikkelde productietechnieken met externe leveranciers, die hier vrijelijk gebruik van mochten maken. Deze nieuwe productiewijze werd voor het eerst toegepast in de productie van naaimachines, en later meer divers in typemachines, fietsen en auto's.

### Verspreiding in het hele productieproces

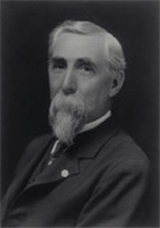
Henry Leland.

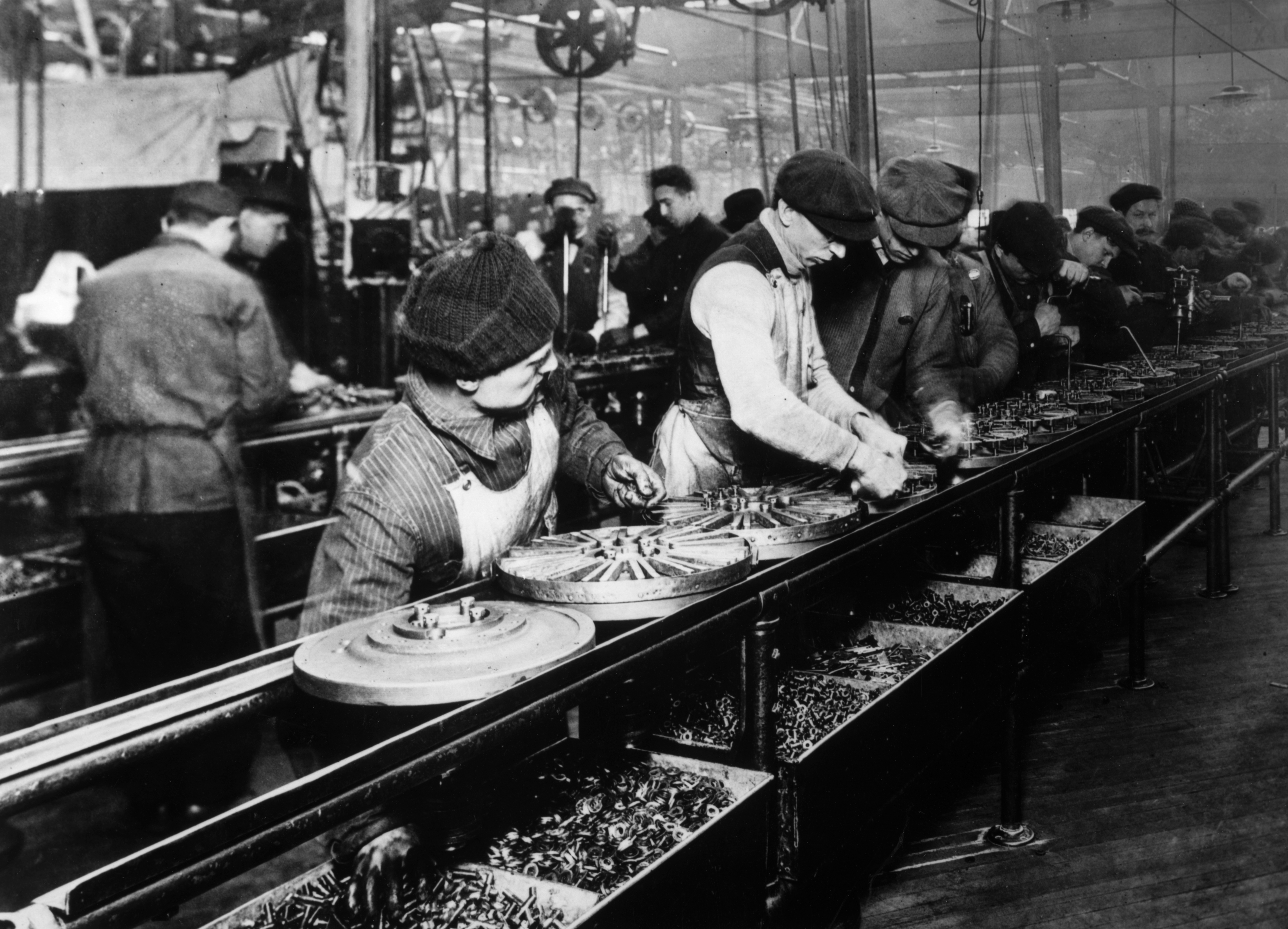
Bakken uitwisselbare onderdelen langs de productielijn bij Ford.

Tijdens de laatste decennia van de 19e en de eerste van de 20e eeuw groeide de uitwisselbaarheid van onderdelen uit van een schaarse en moeilijk bereikbare prestatie tot een dagelijkse praktijk in de industrie.
Een belangrijke bijdrage aan de introductie van het gebruik van uitwisselbare onderdelen in de auto-industrie is geleverd door Henry Leland. Henry Leland ontwierp en bouwde vanaf 1890 met zijn eigen bedrijf speciale machines en produceerde later ook benzinemotoren. In opdracht van de Henry Ford Company voerde hij vanaf 1902 moderne productiemethoden in bij de productie van de eerste Cadillacs.
Met de opkomst van de internationale standaardisatie begin 20e eeuw is de uitwisselbaarheid van onderdelen verder bevorderd, en uiteindelijk gemeengoed geworden. De geschiedenis van deze ontwikkeling werd door historici pas in de jaren 1950 en 1960 uit de doeken gedaan.
Tot in de jaren 1980 en 1990 bleef deze kennis beperkt tot de academische wereld, maar in deze tijd vond het zijn weg naar een breder publiek. Een boek dat heeft bijgedragen aan de grotere bekendheid was David A. Hounshells From the American System to Mass Production, 1800-1932: The Development of Manufacturing Technology in the United States uit 1984.

## Publicaties
- J. Cantrell en G. Cookson red. (2002). Henry Maudslay and the Pioneers of the Machine Age. Stroud.
- Jonathan Coad (2005). The Portsmouth Block Mills: Bentham, Brunel and the start of the Royal Navy's Industrial Revolution. ISBN 1-873592-87-6.
- David A. Hounshell (1984). From the American System to Mass Production, 1800-1932: The Development of Manufacturing Technology in the United States. Johns Hopkins University Press, ISBN 978-0-8018-2975-8, LCCN 83-016269.
- Simon North en Ralph H. North (1913). Simeon North: First Official Pistol Maker of the United Sates: A Memoir. Concord, NH, USA: Rumford Press.